# The Grudge 3
The Grudge 3 è un film del 2009 diretto da Toby Wilkins.
È un horror direct-to-video, terzo capitolo della saga cinematografica The Grudge; a differenza dei precedenti capitoli, il film non è stato diretto da Takashi Shimizu.
Il film, le cui riprese sono iniziate a marzo 2008, è uscito direttamente in DVD negli Stati Uniti a partire dal 12 maggio 2009. In Italia il film è distribuito da 01 Distribution e Sony Pictures.

## Trama
Dopo la morte di tutta la sua famiglia nel condominio di Chicago, il piccolo Jake è l'unico sopravvissuto alla maledizione di Kayako Saeki. Il ragazzo viene portato in un ospedale psichiatrico sotto le cure della dottoressa Sullivan. Dopo aver trovato Jake morto con tutte le ossa spezzate, la dottoressa inizia a indagare sulla morte delle altre persone collegate alla maledizione. La scena si sposta nuovamente in Giappone, dove per la prima volta si scopre dell'esistenza di Naoko, sorella di Kayako, che decide di partire per Chicago per mettere fine alla maledizione, e prende un appartamento in affitto nel condominio infestato. Lì vivono anche Lisa, con il fratello Max e la sorella Rose i quali vengono anch'essi toccati dalla maledizione giapponese che sembra ormai sembra impossibile da contenere.
Lisa una ragazza di 19 anni che studia da stilista, non sapendo nulla della maledizione, un giorno entra, con il suo fidanzato Andy, nella camera dove viveva la famiglia di Jake. Nel condominio ormai posseduto dalla maledizione di Kayako continuano le strane morti. Gretchen inquilina dello stesso condominio viene trovata morta nel suo appartamento da Max che con l'andare del tempo comincerà a sua volta a mostrare i sintomi della maledizione. Lisa disperata si rivolge allora a Naoko, la quale cerca di porre fine alla maledizione della sorella mediante un rituale durante il quale Rose avrebbe dovuto bere il sangue di Kayako.
Durante il rituale, Max posseduto dal fantasma di Takeo, uccide Naoko. Poco dopo verrà ucciso dal fantasma della stessa Naoko, fulcro di una nuova maledizione. Lisa nel frattempo scopre il cadavere del fidanzato in una vasca da bagno da quale fuoriesce Kayako. Rose decide allora di bere il sangue portato da Naoko e Kayako improvvisamente scompare. Arrivano i soccorsi, tutto sembra finalmente finito, ma quando Lisa abbraccia Rose all'interno dell'ambulanza, quest'ultima diventa Kayako.